# Simon Delestre
Simon Delestre (Metz, 21 de junio de 1981) es un jinete francés que compitió en la modalidad de salto ecuestre.
Participó en tres Juegos Olímpicos de Verano, entre los años 2012 y 2024, obteniendo una medalla de bronce en París 2024, en la prueba por equipos (junto con Olivier Perreau y Julien Épaillard).
Ganó una medalla de plata en el Campeonato Mundial de Saltos Ecuestres de 2014 y una medalla de bronce en el Campeonato Europeo de Saltos Ecuestres de 2015.

## Palmarés internacional
| Juegos Olímpicos   | Juegos Olímpicos     | Juegos Olímpicos  | Juegos Olímpicos |
| Año                | Lugar                | Medalla           | Categoría        |
| ------------------ | -------------------- | ----------------- | ---------------- |
| 2024               | París (Francia)      | Medalla de bronce | Por equipos      |
| Campeonato Mundial |                      |                   |                  |
| Año                | Lugar                | Medalla           | Categoría        |
| 2014               | Caen (Francia)       | Medalla de plata  | Por equipos      |
| Campeonato Europeo |                      |                   |                  |
| Año                | Lugar                | Medalla           | Categoría        |
| 2015               | Aquisgrán (Alemania) | Medalla de bronce | Individual       |